# VPython
VPython comprende il linguaggio di programmazione Python più un modulo di computer grafica 3D chiamato Visual. VPython permette agli utenti di creare oggetti come sfere e coni in uno spazio 3D e mostra questi oggetti in una finestra.
Insieme ai calcoli vengono create animazioni navigabili in tempo reale. Ciò rende facile creare semplici visualizzazioni, permettendo al programmatore di concentrarsi maggiormente sugli aspetti computazionali del suo programma. La semplicità di VPython lo ha reso un utile strumento per l'illustrazione di semplice fisica, specialmente in contesti didattici.

## Storia
VPython fu creato nel 2000 come risultato di un progetto indipendente intrapreso da David Scherer, uno studente al secondo anno della Carnegie Mellon University.
A dicembre 2008 è stata distribuita la versione 5, che include opacità, luci e materiali e per la prima volta una versione per Macintosh in modo nativo.
Il 19 febbraio 2013 è stata distribuita la versione 6, basata sulla libreria wxPython.

## Utilizzo
VPython è un semplice strumento di rendering per oggetti 3D e grafici. Il suo principale utilizzo ha riguardato la didattica, ma è stato anche utilizzato in ambiente commerciale o di ricerca. VPython fu inizialmente usato in corsi introduttivi di fisica alla Carnegie Mellon University e poi esteso ad altre università e scuole superiori, assieme al Matter & Interactions curriculum.

## Oggetti
VPython utilizza la sintassi Python, con l'aggiunta di diversi oggetti specifici propri del framework.
L'oggetto cilindro è un buon esempio di un semplice oggetto VPython. Questo è un esempio preso dalla documentazione di VPython:
```
from
 
visual
 
import
 
*
 
#import the visual module

rod
 
=
 
cylinder
(
pos
=
(
0
,
2
,
1
),
 
axis
=
(
5
,
0
,
0
),
 
radius
=
1
)

```

Vedi risultato
Altri oggetti simili offerti dal motore di rendering di VPython sono gli oggetti cono, sfera, e box.
Oltre agli oggetti solidi, VPython offre pure strumenti di plotting. Qui c'è un semplice esempio di grafico presente nella documentazione di VPython:
```
from
 
visual.graph
 
import
 
*
 
# import graphing features

  

funct1
 
=
 
gcurve
(
color
=
color
.
cyan
)
 
# a connected curve object

  

for
 
x
 
in
 
arange
(
0.
,
 
8.1
,
 
0.1
):
 
# x goes from 0 to 8

    
funct1
.
plot
(
pos
=
(
x
,
5.
*
cos
(
2.
*
x
)
*
exp
(
-
0.2
*
x
)))
 
# plot

```

Vedi risultato